# Мария Кристина де Медичи
Вижте пояснителната страница за други личности с името Мария Кристина.
Марѝя Кристѝна де Мèдичи (на италиански: Maria Christina de’ Medici, Maria Cristiana; * 24 август 1609, Флоренция, Велико херцогство Тоскана; † 9 август 1632, пак там) от фамилията Медичи, е принцеса от Велико херцогство Тоскана.

## Произход
Тя е най-голямата дъщеря и първо дете на Козимо II де Медичи (* 1590, † 1621), велик херцог на Тоскана, и на Мария Магдалена Австрийска (* 1589, † 1631). Нейни дядо и баба по бащина линия са Фердинандо I де Медичи, Велик херцог на Тоскана, и Кристина Лотарингска, принцеса от Дом Лотаринги, а по майчина – ерцхерцог Карл II Австрийски и Мария Анна Баварска. Има петима братя и две сестри:
- Фердинандо II (* 1610, † 1670), меценат, 5-и Велик херцог на Тоскана, съпруг на Витория дела Ровере
- Джован(и) Карло (* 1611, † 1663), кардинал
- Маргерита (* 1612 † 1679), херцогиня на Парма и Пиаченца като съпруга на херцог Одоардо I Фарнезе
- Матиас (* 1613, † 1667), военен, губернатор на Сиена (1629 – 1636, 1641 – 1643, 1644 – 1667), неженен
- Франческо (* 1614, † 1634), военен, неженен
- Анна (* 1616, † 1676), от 1646 ерцхерцогиня на Предна Австрия като съпруга на ерцхерцог Фердинанд Карл Австрийски-Тиролски
- Леополдо (* 1617, † 1675), кардинал, губернатор на Сиена.

## Биография
Мария Кристина получава същите имена като баба си по бащина линия. Тя е кръстена година след раждането си – на 21 ноември 1610 г. Родена е инвалид. Историкът Естела Галасо-Калдерара в книгата си „Великата херцогиня Мария Магдалена Австрийска“ описва състоянието ѝ по следния начин: „Вината на нейния пол бе утежнена от сериозни физически и психически аномалии“. Семейството крие физическото и психическото ѝ състояние. През 1619 г. 10-годишната Мария Кристина е настанена в манастира на Непорочното зачатие във Флоренция, поверена на грижите на монахини от Конгрегацията на сестрите на Свети Стефан. Там тя живее с многобройни слуги и приятелки.
След 10-месечни преговори на 14 октомври 1620 г. във Флоренция ръководителите на родовете на Медичите и Фарнезе сключват брачен договор, според който Мария Кристина или друга принцеса от дома на Медичите трябва да стане съпруга на Принц Одоардо, син и наследник на Ранучо I, херцог на Парма и Пиаченца от рода Фарнезе. Когато принцът разбира за физическите недостатъци на булката, той отказва да я вземе за жена. Брачният договор предвижда младоженецът да замени една принцеса с друга и вместо Мария Кристина за него се омъжва по-малката ѝ сестра Маргарита.
Мария Кристина все още живее в манастира, но не полага монашески обети. Умира на 22-годишна възраст на 9 август 1632 г. във Вилата на Медичите в Поджо Империале близо до Флоренция. През 1857 г. гробът ѝ в Параклисите на Медичите в Базилика „Сан Лоренцо“ е открит и ексхумиран. При изследването на тленните ѝ останки е установено, че от дрехите, в които е била погребана, „само дантела, напълно изгнила, и малко метал от цветята, от които е направена короната“, косата на главата е била „отделен от черепа и смесена с кост“.

## Мария Кристина де Медичи в изкуството
Запазени са няколко портрета на Мария Кристина. Портретът на дете от 1613 г., приписван на Валоре Казини, сега е в колекцията на Музея на историята на изкуството във Виена. Майке Фогт-Люерсен идентифицира като неин детски портрет от неизвестно лице и портрет, приписван на Кристофано Алори, в който тя е изобразена като Юдит с меч и главата на Олоферн в ръцете.